# Theodor Karel Hrubý z Jelení
Theodor Karel August Löwenherz-Hrubý z Jelení (4. února 1826 Červené Pečky – 16. října 1914 Červené Pečky), někdy také uváděný jako Bohdan Hrubý z Jelení (případně s příjmením Hrubý z Gelenj nebo i Hrubý-Gelenj) byl český šlechtic, baron z rodu Hrubých z Jelení. Ve své době byl známý jako vlastenec, mecenáš a pěstitel orchidejí.

## Život
Theodor Karel byl synem Josefa Richarda Hrubého (1776–1860) a Kateřiny roz. Wintzingerode z Adelsbornu (1798–1883). Měl čtyři sourozence: sestry Klotildu Amálii (1820–1896, v roce 1847 provdána za Josefa Mariu Hermanna ze Sprinzesteinu), Natálii (1824–1889, provdána v roce 1855 za Karla z Hansteinu) a Ludvinu (1834–1901, provdána roku 1863 za Leopolda Karla z Waldeburgu) a mladšího bratra Ottakara (1836–1862, zastřelen pravděpodobně nešťastnou náhodou při lovu).
Panství v Červených Pečkách včetně zámku převzal Theodor v roce 1860. V roce 1863 se oženil s Karolinou Ledebur-Wicheln (1839–1930); na počest sňatku nechal k severnímu traktu zámku přistavět čtyřpatrovou pseudorenesanční věž.
Jeho velkou zálibou byla botanika, především pěstování orchidejí a dalších exotických květin. Díky tomu nechal rozšířit a upravit zámecký park a v zámecké zahradě vznikly vytápěné skleníky. Jeho sbírka orchidejí v té době neměla v Čechách konkurenci a dobové odborné časopisy se v osmdesátých letech 19. století o ní často zmiňovaly. Po baronovi bylo dokonce pojmenováno několik tehdy nově popsaných druhů orchidejí, například Acineta hrubyana; kříženec nově vyšlechtěný v roce 1901 v Červených Pečkách byl po městečku pojmenován jako Cattleya × peckhaviensis. V roce 1901 byl ale Theodor Hrubý nucen většinu sbírky nechat převézt k císařskému dvoru do Schönbrunnu, protože udržování sbírky čítající údajně 455 druhů v 7 sklenících bylo nákladné, jemu samotnému bylo už 75 let a nenašel schopného zahradníka, který by o sbírku pečoval.
Během života Theodor dával výrazně najevo svou českou národnostní orientaci. Vzdal se přídomku Löwenherz, užíval českou podobu křestního jména Bohdan a také se hlásil k odkazu významných českých renesančních humanistů Řehoře Hrubého z Jelení a jeho syna Zikmunda. K jeho přátelům patřil např. hudební skladatel a dirigent František Kmoch, kterého podporoval a který na zámku v Červených Pečkách často pobýval, podobně jako spisovatel František Flos, jehož román Lovci orchidejí byl inspirován zážitky zámeckého zahradníka Jana Satrapy.
Theodor měl s manželkou Karolinou tři potomky: Adolfa Jana (1864–1925), Josefa Karla (1866–1943) a Johannu (1871–1946). Zemřel v říjnu 1914, tedy krátce po vypuknutí Velké války. Je pohřben v rodové hrobce v Červených Pečkách.